# Мухата (филм, 2008)
Вижте пояснителната страница за други значения на Мухата.
„Мухата“ е български игрален филм от 2008 година на режисьора Господин Неделчев.

## Актьорски състав
Не е налична информация за актьорския състав.

## Награди
- Награда за най-добър анимационен филм за 2008 г. на Българската филмова академия;
- Награда на журито за анимационен филм на МФФ „Европа е тук“, Пловдив, 2009